# Yael Castiglione
Yael Castiglione (ur. 27 września 1985 roku w Argentynie) – argentyńska siatkarka grająca na pozycji rozgrywającej. Od sezonu 2016/2017 występuje w polskiej drużynie Tauron MKS Dąbrowa Górnicza.

## Sukcesy klubowe
Mistrzostwo Argentyny:
- 2010

Mistrzostwo Azerbejdżanu:
- 2011

Mistrzostwo Rumunii:
- 2012

Mistrzostwo Austrii:
- 2013

## Sukcesy reprezentacyjne
Mistrzostwa Ameryki Południowej:
- 2009, 2011, 2013

Puchar Panamerykański:
- 2013, 2015

## Nagrody indywidualne
- 2009: Najlepsza serwująca Mistrzostw Ameryki Południowej
- 2013: Najlepsza rozgrywająca Pucharu Panamerykańskiego